# Ekonomia menedżerska
Ekonomia menedżerska – dziedzina ekonomii zajmująca się analizą istotnych decyzji podejmowanych przez menedżerów z wykorzystaniem narzędzi stosowanych przez ekonomistów. 